# Skorovatn
Skorovatn är en tidigare gruvort i Namsskogans kommun i Trøndelag fylke i mellersta Norge. Orten ligger vid änden av fylkesväg 764, nära gränsen till Røyrviks kommun. Här finns Skorovatns kapell.
Mellan 1952 och 1984 pågick här gruvdrift vid den numera nedlagda koppar- och zinkgruvan Skorovas Gruber.

## Bilder

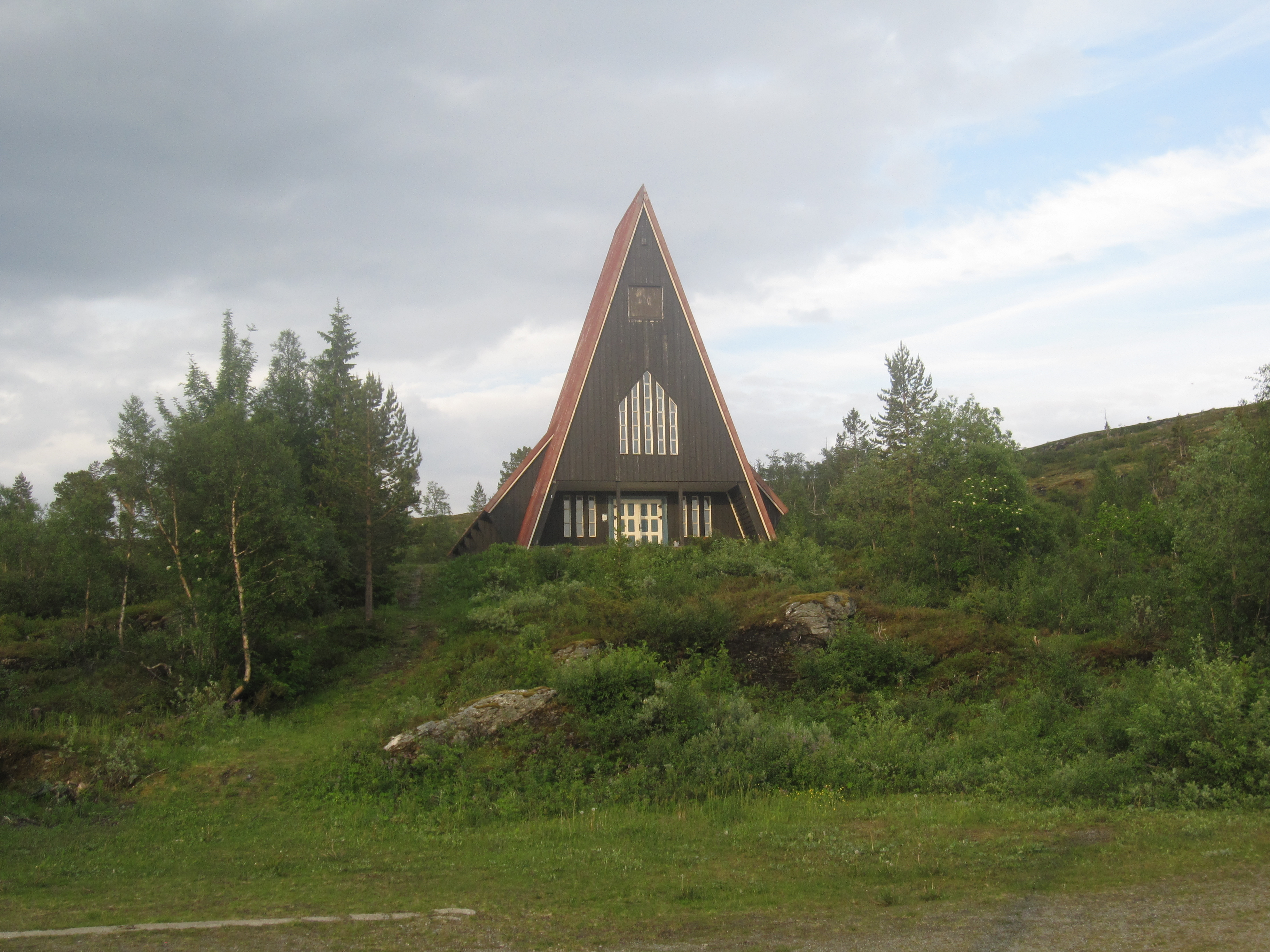
Skorovatns kapell.
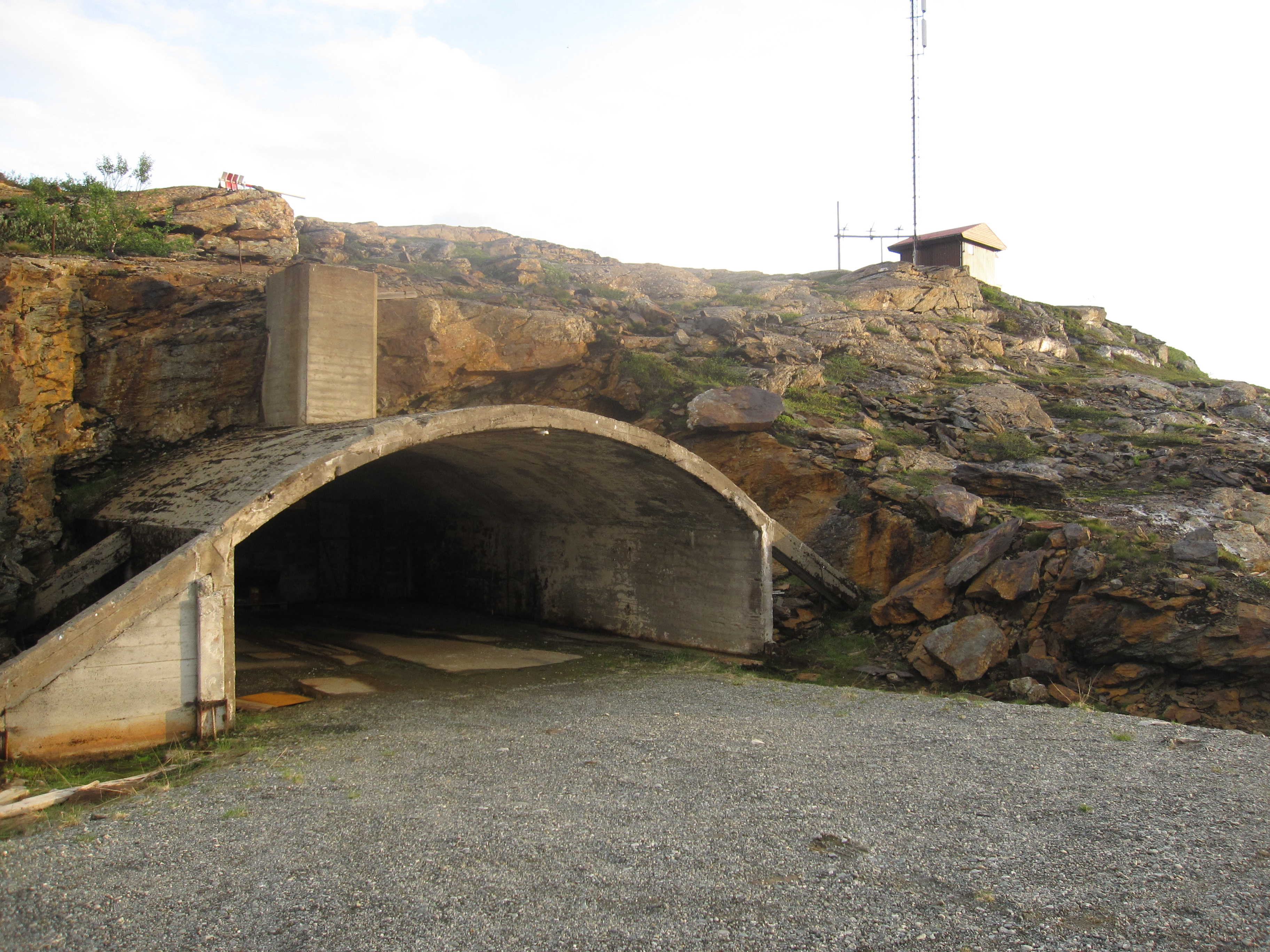
Ingången till den gamla gruvan.